# Simão Pires Sardinha
Simão Pires Sardinha (Serro, 1751 - Reino de Portugal, 1808) foi um militar e naturalista nascido na época do Brasil Colonial.
Ele ficou historicamente conhecido por ser o filho de Chica da Silva com o sargento-mor Manuel Pires Sardinha, médico e proprietário de terras. Viria a ser educado na Europa, e mais tarde viria a ocupar cargos na Corte.

## Biografia
Simão Pires Sardinha seria o primeiro filho de Chica da Silva, antes de seu envolvimento com o contratador de Diamantes João Fernandes de Oliveira. Ele teria sido batizado no Arraial do Tijuco, atual cidade mineira de Diamantina, tendo como padrinho o Capitão de Dragões Simão da Cunha Pereira, este que era comandante da tropa militar do Distrito Diamantino do Serro Frio, e de quem teria herdado o pré-nome.
Ele teve um outro irmão, que não era filho de Chica da Silva, mas de outra escrava de Manuel Sardinha, chamado Cipriano Pires Sardinha que seguiu carreira eclesiástica, inclusive, tendo se tornado padre.
Em seu registro de batismo não se encontra declarada a sua paternidade, mas Manuel Pires Sardinha deu-lhe alforria e em seu testamento reconhecendo-o de certa maneira como um de seus herdeiros.
Ele ocupou o cargo de sargento-mor de comarca na capitania das Minas Gerais, além de ter desenvolvido diversos estudos e pesquisas como naturalista.
Inclusive, em razão de sua erudição, Simão chegou a ser correspondente da Real Academia de Ciências de Lisboa e foi distinguido com a Ordem de Cristo, passando grande parte da vida em Portugal, onde desfrutou dos círculos intelectuais iluministas reunidos em torno da Academia de Ciências de Lisboa.
Embora não haja comprovação, alguns autores sugerem que Simão Pires Sardinha teria tomado parte no movimento da Inconfidência Mineira, tendo sido um dos primeiros a avisar sobre a prisão de Tiradentes.

## Simão como naturalista e o nascimento da paleontologia no Brasil
Em 1785, a pedido do Governador da Capitania de Minas Gerais, o naturalista Simão Pires Sardinha elaborou um relatório de um achado fóssil encontrado nos cascalhos de uma lavra do Padre Lopes, situada na região dos Prados, na comarca do Rio das Mortes. No seu relatório, intitulado “Descripção de huns Ossos não conhecidos, que apparecerao em Mayo de 1785 na Cappitania de Minas Geraes do Estado do Brazil”, cujas cópias estão hoje no Arquivo Histórico Ultramarino de Lisboa e no Arquivo Histórico do Museu Bocage/Museu Nacional de História Natural da Universidade de Lisboa, ele concluiu que "Estes dentes não são de animal conhecido no Brasil, pode ser que sejam de algum animal, que pelas revoluções do tempo se tenha perdido a sua espécie".
Especula-se, com os conhecimentos contemporâneos, que as descrições da ossadas fossilizadas contidas nesse relatório se referiam a um animal da megafauna megafauna pleistocênica, possivelmente um mastodonte.
De acordo com diversos estudiosos, esse relatório elaborado por Simão Pires Sardinha é o mais antigo documento que trata do tema Paleontologia em território brasileiro.